# 542

## Събития
- Тотила става крал на остготите.

## Починали
- Витигис, крал на остготите